# Milano-Torino
Milano-Torino er det ældste eksisterende endagsløb i landevejscykling. Løbet går fra Milano til Torino i Italien over 199 km, og blev for første gang arrangeret i 1876. Den anden udgave blev derimod ikke arrangeret før i 1894, og først fra 1911 blev det arrangeret regelmæssigt. 
Milano-Torino arrangeres af RCS MediaGroup, samme arrangør som står bag blandt andet Giro d'Italia.
Tidspunktet for anholdelsen af løbet har varieret. Frem til 1987 var løbet altid syv dage før Milano-Sanremo, og blev set som en vigtig forberedelse til forårsklassikerne. I 1987 blev løbet flyttet til oktober, lige før Lombardiet Rundt, fordi arrangørerne ikke var tilfredse med vejret i Norditalien i marts. I 2005 var Milano-Torino tilbage på det traditionelle tidspunkt tidligt i marts, men i 2008 var løbet igen i oktober og byttede da plads med det nyetablerede Monte Paschi Eroica.

## Vindere
| År                     | Vinder               | Toer                   | Treer                          |
| ---------------------- | -------------------- | ---------------------- | ------------------------------ |
| 1876                   | Paolo Magretti       | Carlo Ricci Gariboldi  | Bartolomeo Balbiani            |
| 1877-1892 ikke afholdt |                      |                        |                                |
| 1893                   | Luigi Airaldi        | Giacomo Capella        | Luigi Masetti                  |
| 1894-1895 ikke afholdt |                      |                        |                                |
| 1896                   | Giovanni Moro        | Federico Goll          | Francesco Gilardini            |
| 1897-1902 ikke afholdt |                      |                        |                                |
| 1903                   | Giovanni Gerbi       | Giovanni Rossignoli    | Ferdinando Coppa               |
| 1904 ikke afholdt      |                      |                        |                                |
| 1905                   | Giovanni Rossignoli  | Giovanni Cuniolo       | Giulio Tagliavini              |
| 1906-1910 ikke afholdt |                      |                        |                                |
| 1911                   | Henri Pélissier      | Carlo Durando          | Domenico Allasia               |
| 1912 ikke afholdt      |                      |                        |                                |
| 1913                   | Giuseppe Azzini      | Carlo Durando          | Ezio Corlaita                  |
| 1914                   | Costante Girardengo  | Giuseppe Azzini        | Carlo Durando                  |
| 1915                   | Costante Girardengo  | Giovanni Roncon        | Lauro Bordin                   |
| 1916 ikke afholdt      |                      |                        |                                |
| 1917                   | Oscar Egg            | Leopoldo Torricelli    | Luigi Lucotti                  |
| 1918                   | Gaetano Belloni      | Alfredo Sivocci        | Angelo Vay                     |
| 1919                   | Costante Girardengo  | Giuseppe Olivieri      | Giuseppe Azzini                |
| 1920                   | Costante Girardengo  | Gaetano Belloni        | Leopoldo Torricelli            |
| 1921                   | Federico Gay         | Giovanni Brunero       | Bartolomeo Aymo                |
| 1922                   | Adriano Zanaga       | Emilio Petiva          | Federico Gay                   |
| 1923                   | Costante Girardengo  | Gaetano Belloni        | Giovanni Brunero               |
| 1924                   | Federico Gay         | Michele Gordini        | Angelo Gremo                   |
| 1925                   | Adriano Zanaga       | Domenico Piemontesi    | Giuseppe Pancera               |
| 1926-1930 ikke afholdt |                      |                        |                                |
| 1931                   | Giuseppe Graglia     | Piero Polano           | Giuseppe Olmo                  |
| 1932                   | Giuseppe Olmo        | Giuseppe Graglia       | Giuseppe Martano               |
| 1933                   | Giuseppe Graglia     | Attilio Masarati       | Antonio Folco                  |
| 1934                   | Mario Cipriani       | Orlando Teani          | Giuseppe Graglia               |
| 1935                   | Giovanni Gotti       | Adalino Mealli         | Aldo Bini                      |
| 1936                   | Cesare Del Cancia    | Olimpio Bizzi          | Mario Cipriani                 |
| 1937                   | Giuseppe Martano     | Cesare Del Cancia      | Augusto Introzzi               |
| 1938                   | Pierino Favalli      | Giuseppe Olmo          | Fausto Montesi                 |
| 1939                   | Pierino Favalli      | Michele Benente        | Giovanni Gotti                 |
| 1940                   | Pierino Favalli      | Pietro Chiappini       | Francesco Albani               |
| 1941                   | Pietro Chiappini     | Ruggero Moro           | Pietro Rimoldi                 |
| 1942                   | Pietro Chiappini     | Osvaldo Bailo          | Salvatore Crippa               |
| 1943-1944 ikke afholdt |                      |                        |                                |
| 1945                   | Vito Ortelli         | Enzo Coppini           | Guerrino Tomasoni              |
| 1946                   | Vito Ortelli         | Oreste Conte           | Guido Lelli                    |
| 1947                   | Italo De Zan         | Giovanni Pinarello     | Egidio Feruglio                |
| 1948                   | Sergio Maggini       | Italo De Zan           | Luciano Pezzi                  |
| 1949                   | Luigi Casola         | Aldo Bini              | Italo De Zan                   |
| 1950                   | Adolfo Grosso        | Fausto Marini          | Livio Isotti                   |
| 1951                   | Fiorenzo Magni       | Giorgio Albani         | Alfredo Martini                |
| 1952                   | Aldo Bini            | Oreste Conte           | Alfo Ferrari                   |
| 1953                   | Luciano Maggini      | Loretto Petrucci       | Donato Zampini                 |
| 1954                   | Agostino Coletto     | Fiorenzo Magni         | Luciano Maggini                |
| 1955                   | Cleto Maule          | Aldo Moser             | Giorgio Albani                 |
| 1956                   | Ferdinand Kübler     | Germain Derycke        | Roberto Falaschi               |
| 1957                   | Miguel Poblet        | Fred De Bruyne         | Guido Messina                  |
| 1958                   | Agostino Coletto     | Miguel Poblet          | Armando Pellegrini             |
| 1959                   | Nello Fabbri         | Guido Carlesi          | Agostino Coletto               |
| 1960                   | Arnaldo Pambianco    | Guido Carlesi          | Gastone Nencini                |
| 1961                   | Walter Martin        | Angelo Conterno        | Alessandro Fantini             |
| 1962                   | Franco Balmamion     | Vittorio Adorni        | Dino Bruni                     |
| 1963                   | Franco Cribiori      | Carlo Chiappano        | Giovanni Bettinelli            |
| 1964                   | Valentín Uriona      | Italo Zilioli          | Franco Cribiori                |
| 1965                   | Vito Taccone         | Marino Vigna           | Romeo Venturelli               |
| 1966                   | Marino Vigna         | Michele Dancelli       | Dino Zandegù                   |
| 1967                   | Gianni Motta         | Franco Bitossi         | Vittorio Adorni                |
| 1968                   | Franco Bitossi       | Italo Zilioli          | Michele Dancelli               |
| 1969                   | Claudio Michelotto   | Martin Van Den Bossche | Franco Bitossi                 |
| 1970                   | Luciano Armani       | Guido Reybrouck        | Davide Boifava                 |
| 1971                   | Georges Pintens      | Enrico Paolini         | Rini Wagtmans                  |
| 1972                   | Roger De Vlaeminck   | Franco Bitossi         | Gianni Motta                   |
| 1973                   | Marcello Bergamo     | Franco Bitossi         | Roger De Vlaeminck             |
| 1974                   | Roger De Vlaeminck   | Marcello Bergamo       | Italo Zilioli                  |
| 1975                   | Wladimiro Panizza    | Enrico Paolini         | Roger De Vlaeminck             |
| 1976                   | Enrico Paolini       | Franco Bitossi         | Eddy Verstraeten               |
| 1977                   | Rik Van Linden       | Walter Godefroot       | Alfons De Bal                  |
| 1978                   | Pierino Gavazzi      | Vittorio Algeri        | Franco Bitossi                 |
| 1979                   | Alfio Vandi          | Claude Criquielion     | Wladimiro Panizza              |
| 1980                   | Giovanni Battaglin   | Francesco Moser        | Roberto Ceruti                 |
| 1981                   | Giuseppe Martinelli  | Giovanni Renosto       | Nazzareno Berto                |
| 1982                   | Giuseppe Saronni     | Noël Dejonckheere      | Rik Van Linden                 |
| 1983                   | Francesco Moser      | Silvestro Milani       | Peter Kehl                     |
| 1984                   | Paolo Rosola         | Guido Bontempi         | Roger De Vlaeminck             |
| 1985                   | Daniele Caroli       | Stefan Mutter          | Dante Morandi                  |
| 1986 ikke afholdt      |                      |                        |                                |
| 1987                   | Phil Anderson        | Flavio Giupponi        | Tony Rominger                  |
| 1988                   | Rolf Gölz            | Phil Anderson          | Luc Roosen                     |
| 1989                   | Rolf Gölz            | Dag Erik Pedersen      | Tony Rominger                  |
| 1990                   | Mauro Gianetti       | Jean-Claude Leclercq   | Gilles Delion                  |
| 1991                   | Davide Cassani       | Tony Rominger          | Sammie Moreels                 |
| 1992                   | Gianni Bugno         | Rolf Aldag             | Tony Rominger                  |
| 1993                   | Rolf Sørensen        | Paolo Fornaciari       | Francesco Frattini             |
| 1994                   | Francesco Casagrande | Mauro Gianetti         | Zenon Jaskuła                  |
| 1995                   | Stefano Zanini       | Rolf Sørensen          | Francesco Casagrande           |
| 1996                   | Daniele Nardello     | Stefano Zanini         | Laurent Jalabert               |
| 1997                   | Laurent Jalabert     | Alex Zülle             | Paolo Lanfranchi               |
| 1998                   | Niki Aebersold       | Oscar Camenzind        | Marco Serpellini               |
| 1999                   | Markus Zberg         | Paolo Bettini          | Jan Ullrich                    |
| 2000 ikke afholdt      |                      |                        |                                |
| 2001                   | Mirko Celestino      | Niki Aebersold         | Eddy Mazzoleni                 |
| 2002                   | Michele Bartoli      | Oscar Camenzind        | Gabriele Missaglia             |
| 2003                   | Mirko Celestino      | Davide Rebellin        | Miguel Ángel Martín Perdiguero |
| 2004                   | Marcos Serrano       | Eddy Mazzoleni         | Francesco Casagrande           |
| 2005                   | Fabio Sacchi         | Mirko Celestino        | Paolo Tiralongo                |
| 2006                   | Igor Astarloa        | Mirko Celestino        | Paolo Tiralongo                |
| 2007                   | Danilo Di Luca       | Mauricio Soler         | Kim Kirchen                    |
| 2008-2011 ikke afholdt |                      |                        |                                |
| 2012                   | Alberto Contador     | Diego Ulissi           | Fredrik Kessiakoff             |
| 2013                   | Diego Ulissi         | Rafał Majka            | Daniel Moreno                  |
| 2014                   | Giampaolo Caruso     | Rinaldo Nocentini      | Daniel Moreno                  |
| 2015                   | Diego Rosa           | Rafał Majka            | Fabio Aru                      |
| 2016                   | Miguel Ángel López   | Michael Woods          | Rigoberto Urán                 |
| 2017                   | Rigoberto Urán       | Adam Yates             | Fabio Aru                      |
| 2018                   | Thibaut Pinot        | Miguel Ángel López     | Alejandro Valverde             |
| 2019                   | Michael Woods        | Alejandro Valverde     | Adam Yates                     |
| 2020                   | Arnaud Démare        | Caleb Ewan             | Wout van Aert                  |
| 2021                   | Primož Roglič        | Adam Yates             | João Almeida                   |
| 2022                   | Mark Cavendish       | Nacer Bouhanni         | Alexander Kristoff             |
| 2023                   | Arvid de Kleijn      | Fernando Gaviria       | Casper van Uden                |
| 2024                   | Alberto Bettiol      | Jan Christen           | Marc Hirschi                   |
| 2025                   | Isaac Del Toro       | Ben Tulett             | Tobias Halland Johannessen     |